# Равнинна чачалака
Равнинната чачалака (Ortalis vetula) е вид птица от семейство Cracidae. Видът е незастрашен от изчезване.

## Разпространение
Разпространен е в Белиз, Коста Рика, Гватемала, Хондурас, Мексико, Никарагуа и САЩ.